# Wilhelm Spemann
Wilhelm Spemann (Unna, 24 dicembre 1844 – Stoccarda, 29 giugno 1910) è stato un editore tedesco, padre del Premio Nobel Hans Spemann.
È uno dei grandi editori tedeschi del XIX secolo.

## Biografia
Johann Wilhelm è il figlio di Adolph Spemann (1812-1851), notaio di Dortmund. Di salute cagionevole, inizierà i suoi studi presso il liceo di Dortmund, per poi continuerà a Montreux, e a Zurigo dove si recherà anche per curare la sua asma.
Nell'inverno 1866-68 si reca a Roma sia per visitare la città che per i suoi problemi di salute. All'epoca era d'uso, per i giovani di famiglie benestanti, visitare l'Italia e se possibile l'Europa. Rientrato in Germania apre una libreria a Stoccarda e si sposa con Laura Hoffmanns (1839-1871), rimasto rapidamente vedevo si risposa con Marie Adriani (1849-1917). Avrà in tutto sei figli, di cui il più famoso è sicuramente Hans Spemann, premio Nobel per la biologia, ma molto conosciuti, soprattutto in Germania, sono i due figli che seguirono le sue orme come editori: Adolf e Gottfried Spemann.
È nel 1873 che inizia veramente la sua attività di editore, con l'acquisto della società Hofbuchhandlung a cui darà poi il suo nome e lancerà numerose collezioni come Deutsche Nationalliteratur, dedicata alla letteratura e Das Neue Universum, dedicata ai giovani e che continuerà fino al 2002. Famosi anche i settimanali per ragazzi Der Gute Kamerad e per ragazze Das Kränzchen, nei quali furono pubblicati a puntate romanzi di avventura divenuti poi famosi come "Der Sohn der Bärensjägers" di Karl May.
Nel 1890 fonda con Adolf Kröner e Hermann Schönlein la Union Deutsche Verlagsgesellschaft, una casa d'edizione specializzata nei libri per ragazzi. Entrerà anche nel capitale della casa editrice August Scherl di Berlino e Engelhorn di Stoccarda.
La riviera ligure deve molto a Spemann, perché il libro da lui editato, Die Riviera, scritto da Woldemar Kaden e illustrato da Hermann Nestel, fu importantissimo per la sua promozione turistica in Germania.